# Pericoma melanderi
Pericoma melanderi är en tvåvingeart som beskrevs av Quate 1955. Pericoma melanderi ingår i släktet Pericoma och familjen fjärilsmyggor. Inga underarter finns listade i Catalogue of Life.